# Joseph Boum
Joseph Boum (Yaounde, 26 de septiembre de 1989-15 de abril de 2024) fue un futbolista camerunés que jugó en la posición de defensa central.

## Equipos
| Club              | Temporada        | Liga                      | Liga        | Liga  | Copa Nacional | Copa Nacional | Continental | Continental | Otros       | Otros | Total       | Total |
| Club              | Temporada        | División                  | Apariciones | Goles | Apariciones   | Goles         | Apariciones | Goles       | Apariciones | Goles | Apariciones | Goles |
| ----------------- | ---------------- | ------------------------- | ----------- | ----- | ------------- | ------------- | ----------- | ----------- | ----------- | ----- | ----------- | ----- |
| Mersin İdmanyurdu | 2009–10          | TFF First League          | 10          | 0     | 0             | 0             | –           | –           | –           | –     | 14          | 0     |
| Mersin İdmanyurdu | 2010–11          | TFF First League          | 23          | 0     | 1             | 0             | –           | –           | –           | –     | 10          | 0     |
| Mersin İdmanyurdu | 2011–12          | Süper Lig                 | 29          | 0     | 1             | 0             | –           | –           | –           | –     | 30          | 0     |
| Mersin İdmanyurdu | 2012–13          | Süper Lig                 | 16          | 0     | 2             | 0             | –           | –           | –           | –     | 18          | 0     |
| Mersin İdmanyurdu | 2013–14          | TFF First League          | 0           | 0     | 0             | 0             | –           | –           | –           | –     | 0           | 0     |
| Mersin İdmanyurdu | Total            | Total                     | 78          | 0     | 4             | 0             | 0           | 0           | 0           | 0     | 82          | 0     |
| Antalyaspor       | 2013–14          | Süper Lig                 | 10          | 0     | 4             | 0             | –           | –           | –           | –     | 14          | 0     |
| Antalyaspor       | 2014–15          | TFF First League          | 9           | 0     | 1             | 0             | –           | –           | –           | –     | 10          | 0     |
| Antalyaspor       | Total            | Total                     | 19          | 0     | 5             | 0             | 0           | 0           | 0           | 0     | 24          | 0     |
| Zira              | 2017–18          | Azerbaijan Premier League | 17          | 0     | 0             | 0             | 4           | 0           | –           | –     | 21          | 0     |
| Total de carrera  | Total de carrera | Total de carrera          | 114         | 0     | 9             | 0             | 4           | 0           | 0           | 0     | 127         | 0     |